# DR 137 240 … 463
Der Aussichtstriebwagen 137 240 und die drei Jahre später nahezu baugleich ausgeführten 137 462 und 463 waren Dieseltriebwagen der Deutschen Reichsbahn für den Ausflugsverkehr.

## Geschichte/Technik

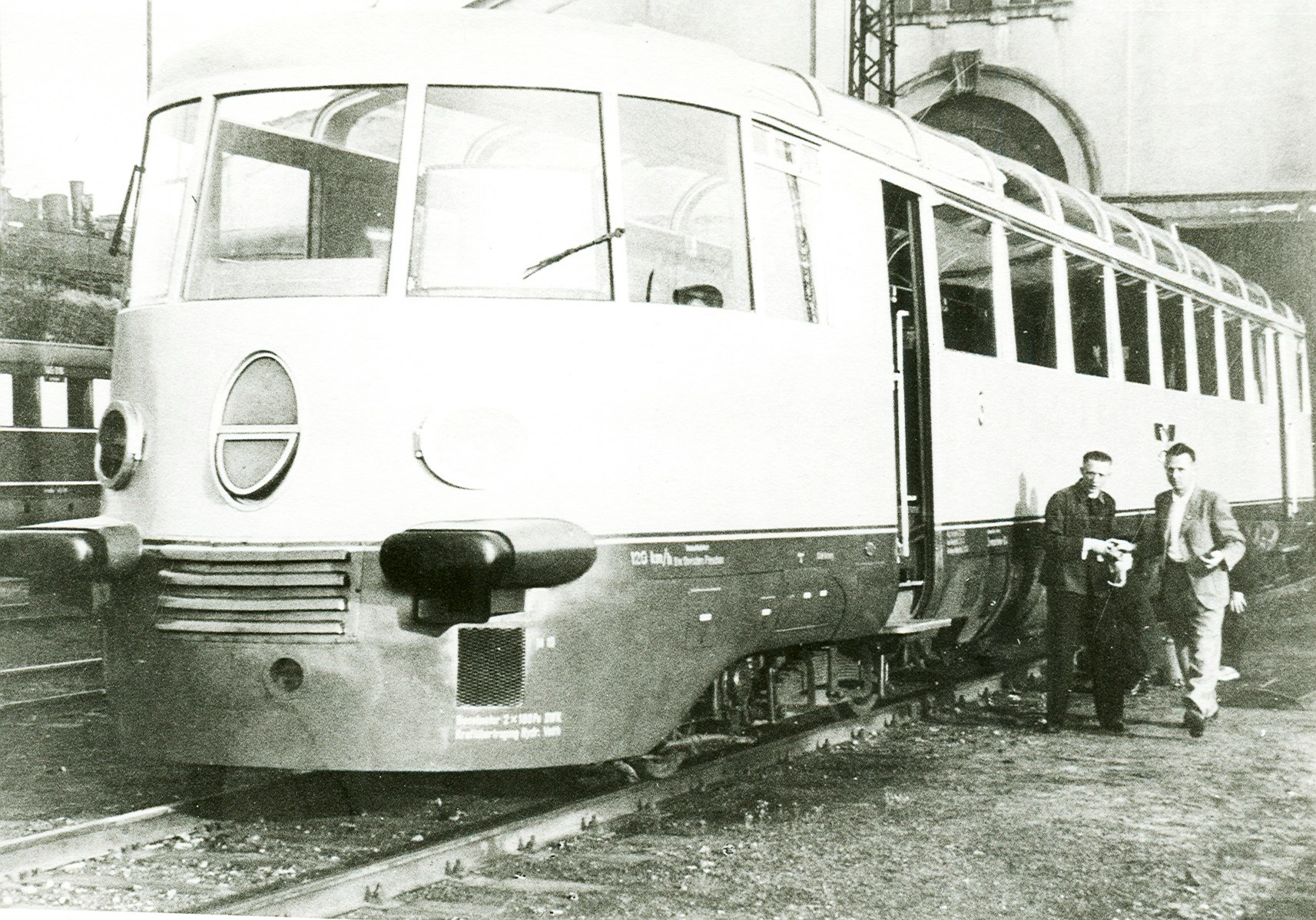
VT 137 463 auf einer historischen Aufnahme im Bahnbetriebswerk Dresden Pieschen

Nachdem die beiden „Gläsernen Züge“ ET 91 seit 1935 erfolgreich im Einsatz waren, ließ die Deutsche Reichsbahn 1936 beim selben Hersteller, der Waggonfabrik Fuchs in Heidelberg, zum Einsatz auf nicht elektrifizierten Strecken einen Dieseltriebwagen bauen. Als Antriebsmotoren dienten zwei 8-Zylinder-Boxer-Dieselmotoren der DWK mit je 180 PS, die zusammen mit der Kühlanlage und einem Luftverdichter in einem separaten Rahmen schalldämpfend am Untergestell befestigt waren. Die Kraftübertragung erfolgte hydraulisch durch an den Drehgestellrahmen fixierte Strömungsgetriebe von Voith.
Der Wagenkasten bildete zusammen mit den beiden Führerständen einen einzigen Großraum mit breiten Fenstern, die Rückenlehnen der 60 gepolsterten Sitze konnten gewendet werden, so dass alle Fahrgäste in Fahrtrichtung sitzen konnten. Das Dach besaß ein Rollverdeck und eine Dachrand-Verglasung. Die Festigkeit des Rahmens wurde dabei durch eine Fachwerkkonstruktion aus Rohren und Profilen kompensiert. Die beiden Toiletten waren sehr tiefliegend neben den Führertischen angeordnet und hatten ovale Fenster in den Stirnfronten.
1939 wurden zwei weitere Triebwagen gebaut, sie erhielten die Nummern 137 462 und 463.
Die Fahrzeuge waren beim Publikum sehr beliebt, beim Personal weniger: Das Rollverdeck klemmte öfter, und mehrfach traten Motorschäden und Gelenkwellenbrüche auf.
Der 137 462 wurde 1944 bei einem Bombenangriff zerstört. Die beiden verbliebenen Aussichtstriebwagen wurden von der Deutschen Bundesbahn übernommen und als VT 90 500 und 501 geführt. Im Jahr 1953/54 wurden die Fahrzeuge mit neuen Büssing-Dieselmotoren vom Typ U 15 und Druckluft-Scheibenbremsen ausgerüstet. Der VT 90 500 wurde vor allem im Raum Hunsrück und Mosel sowie im Köln/Aachener Umfeld eingesetzt und war in Köln-Nippes beheimatet. Am 13. April 1960 wurde er ausgemustert. Der zuletzt in Stuttgart beheimatete VT 90 501 wurde in Baden-Württemberg und Oberbayern eingesetzt und am 22. März 1962 ausgemustert.